# Hoofdstraat (Emmen)
De Hoofdstraat in Emmen in de provincie Drenthe is een lange straat die dwars door het centrum van de stad loopt.
Aan de Hoofdstraat lag tot 31 december 2015 de ingang van het oude deel van Dierenpark Emmen. Aan de straat liggen de rijksmonumenten 14956 (Kantongerechtsgebouw), 510948 (De Lindenhof) en 510949 ('t Hosperhuis). In het verlengde van de Hoofdstraat, in zuidelijke richting, ligt de Wilhelminastraat.

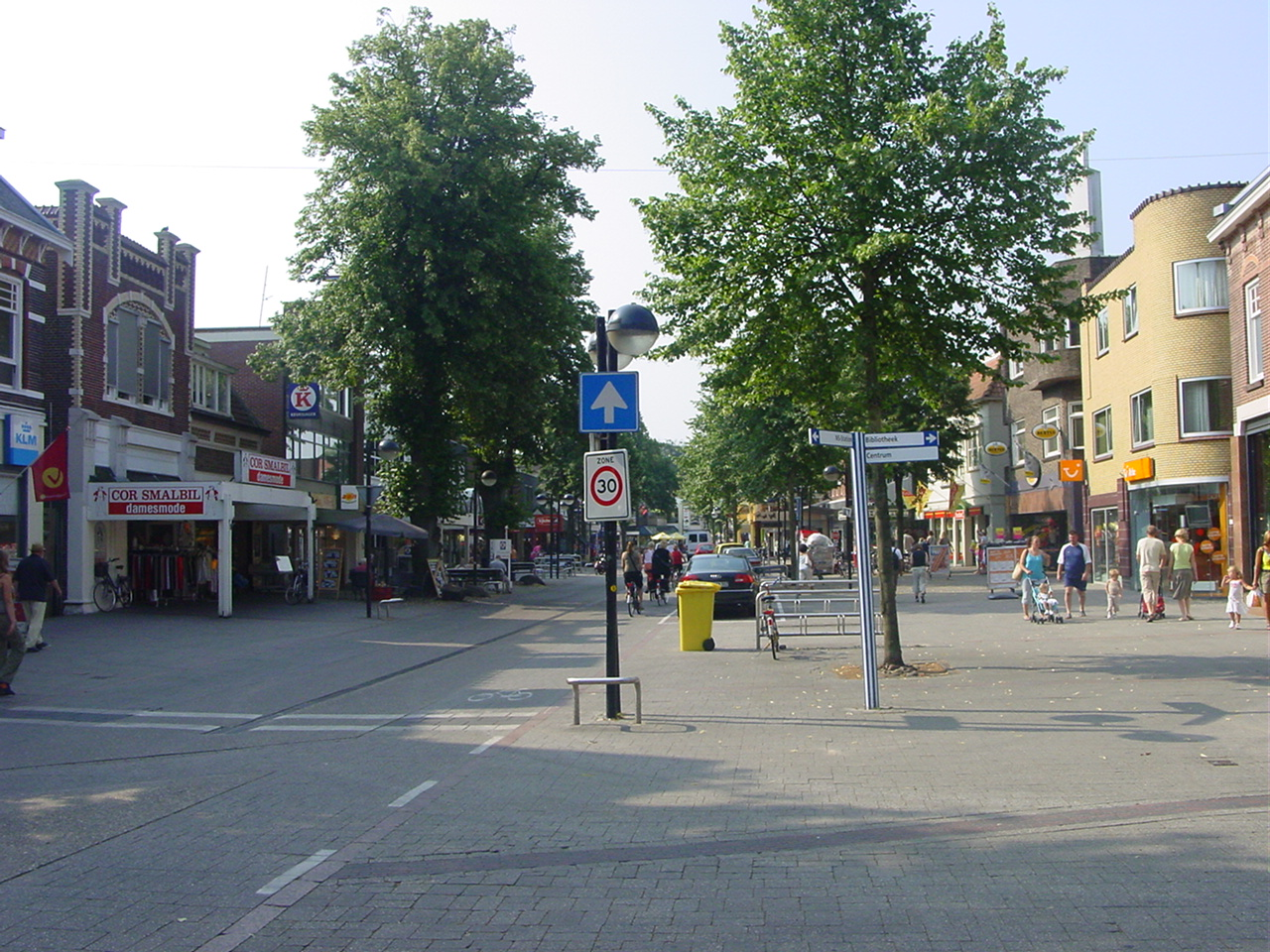
2006
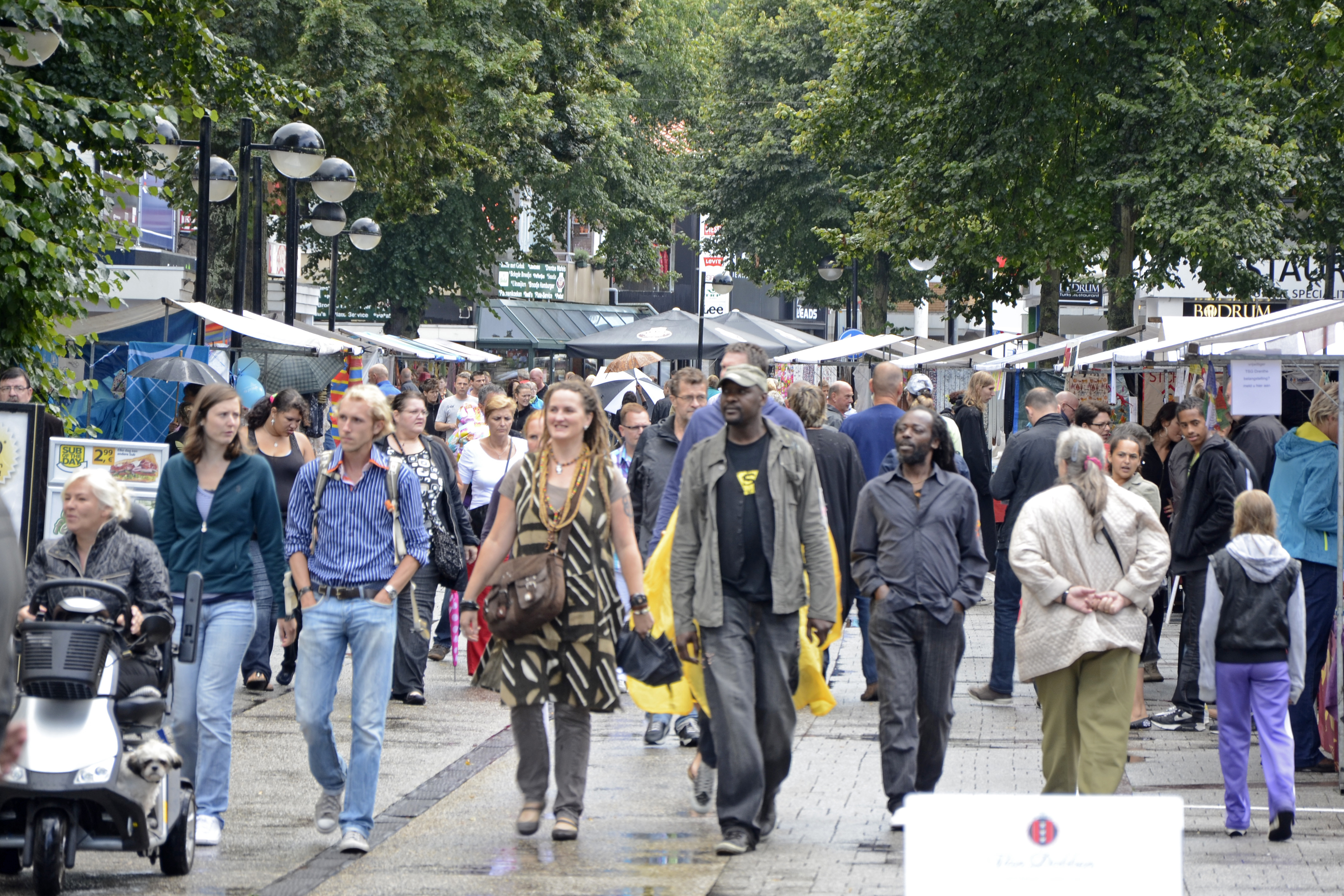
Full Colour Festival, 2012